# تانيا والتون برات
تانيا والتون برات (بالإنجليزية: Tanya Walton Pratt)‏ هي قاضية ومحامية أمريكية، ولدت في 14 ديسمبر 1959 في إنديانابوليس في الولايات المتحدة.